# Resíduo hospitalar
Os resíduos de serviços de saúde (RSS), comumente associados à denominação lixo hospitalar ou resíduo hospitalar, é o nome que se dá aos resíduos originários de ações médicas desenvolvidas em unidades de prestação de cuidados de saúde, em atividades de prevenção, diagnóstico, tratamento, reabilitação e investigação relacionada com seres humanos ou animais, em farmácias, em atividades médico-legais, de ensino e em quaisquer outras que envolvam procedimentos invasivos, tais como acupuntura, piercings e tatuagens.
São divididos em: resíduos sólidos; resíduos em estado sólido ou semissólido e líquidos cujas particularidades tornem inviável seu lançamento na rede pública de esgotos.
Representam uma fonte de riscos à saúde humana e ao meio ambiente, devido principalmente à falta de adoção de procedimentos técnicos adequados no manejo das diferentes frações sólidas e líquidas geradas, como materiais biológicos contaminados e objetos perfurocortantes, peças anatômicas, substâncias tóxicas, inflamáveis e radioativas.

## Plano de Gerenciamento de Resíduos de Serviços de Saúde

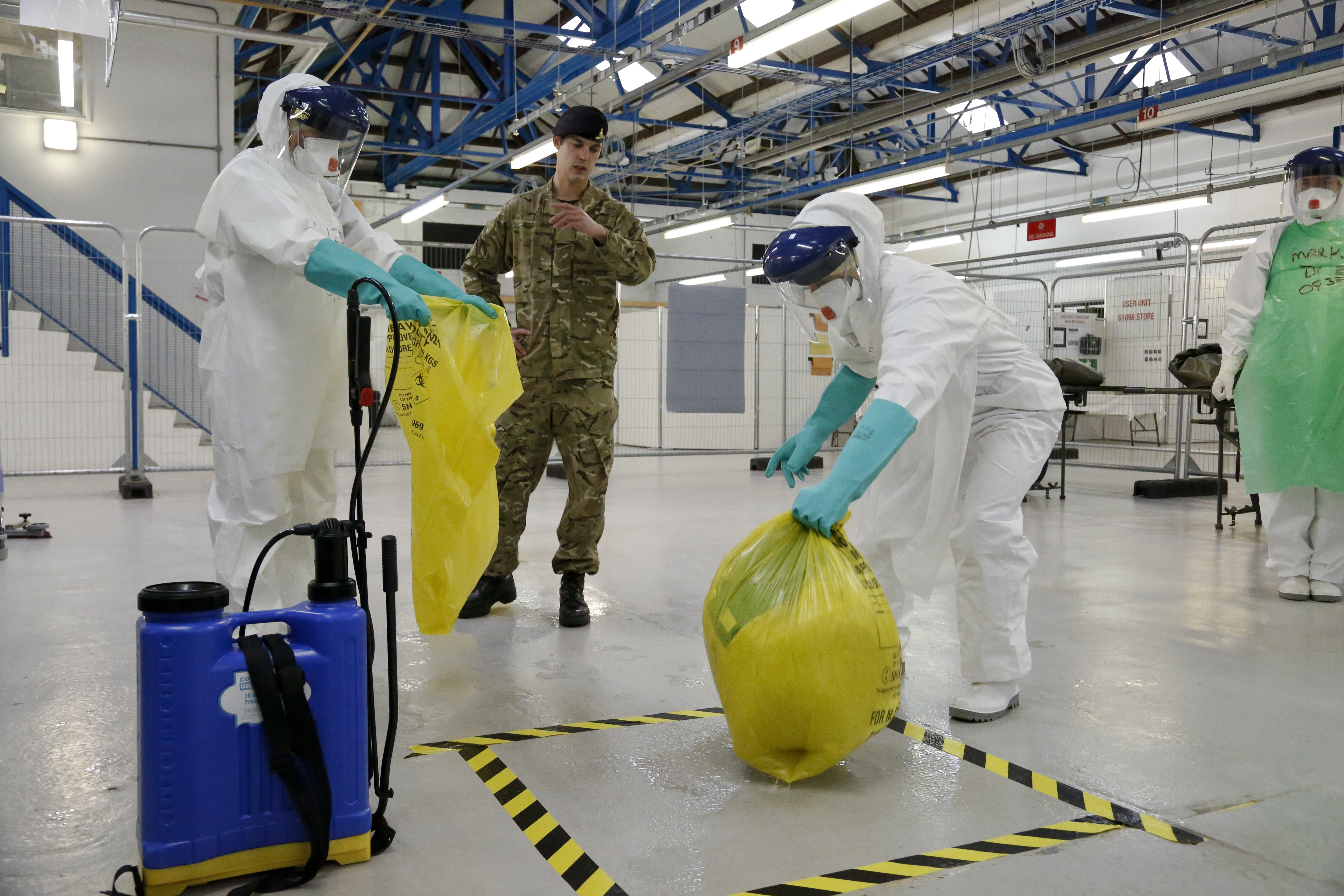
Profissionais de saúde sendo treinados para lidar com a segurança de resíduos contaminados

O Plano de Gerenciamento de resíduos de serviços de saúde (PGRSS) é o documento que irá apontar e descrever as ações necessárias ao manejo de resíduos gerados nas instituições de saúde. É de competência de todo gerador de resíduos de serviços de saúde elaborar seu PGRSS.

## Classificação dos RSS

### Grupo A

Símbolo internacional de risco biológico

Resíduos com a possível presença de agentes biológicos, que por suas características de maior virulência ou concentração, podem apresentar risco de infecção.
Os resíduos do grupo A (apresentam risco devido à presença de agentes biológicos):
- sangue e hemoderivados;
- Excreções, secreções e líquidos orgânicos;
- meios de cultura;
- tecidos, órgãos, fetos e peças anatômicas;
- filtros de gases aspirados de áreas contaminadas;
- resíduos advindos de área de isolamento;
- resíduos alimentares de área de isolamento;
- resíduos de laboratório de análises clínicas;
- resíduos de unidade de atendimento ambiental;
- resíduos de sanitário de unidades de internação;
- objetos perfurocortantes provenientes de estabelecimentos prestadores de serviços de saúde.

Os estabelecimentos deverão ter um responsável técnico, devidamente registrado em conselho profissional, para o gerenciamento de seus resíduos. Os resíduos sólidos do grupo A deverão ser acondicionados em sacos plásticos grossos, brancos leitosos e resistentes com simbologia de substância infectante. Devem ser esterilizados ou incinerados.
Os perfurocortantes deverão ser acondicionados em recipientes rígidos, estanques, vedados e identificados com a simbologia de substância infectante.
Os resíduos sólidos do grupo A não poderão ser reciclados.
Os restos alimentares em natura não poderão ser encaminhados para a alimentação de animais

#### Grupo A1

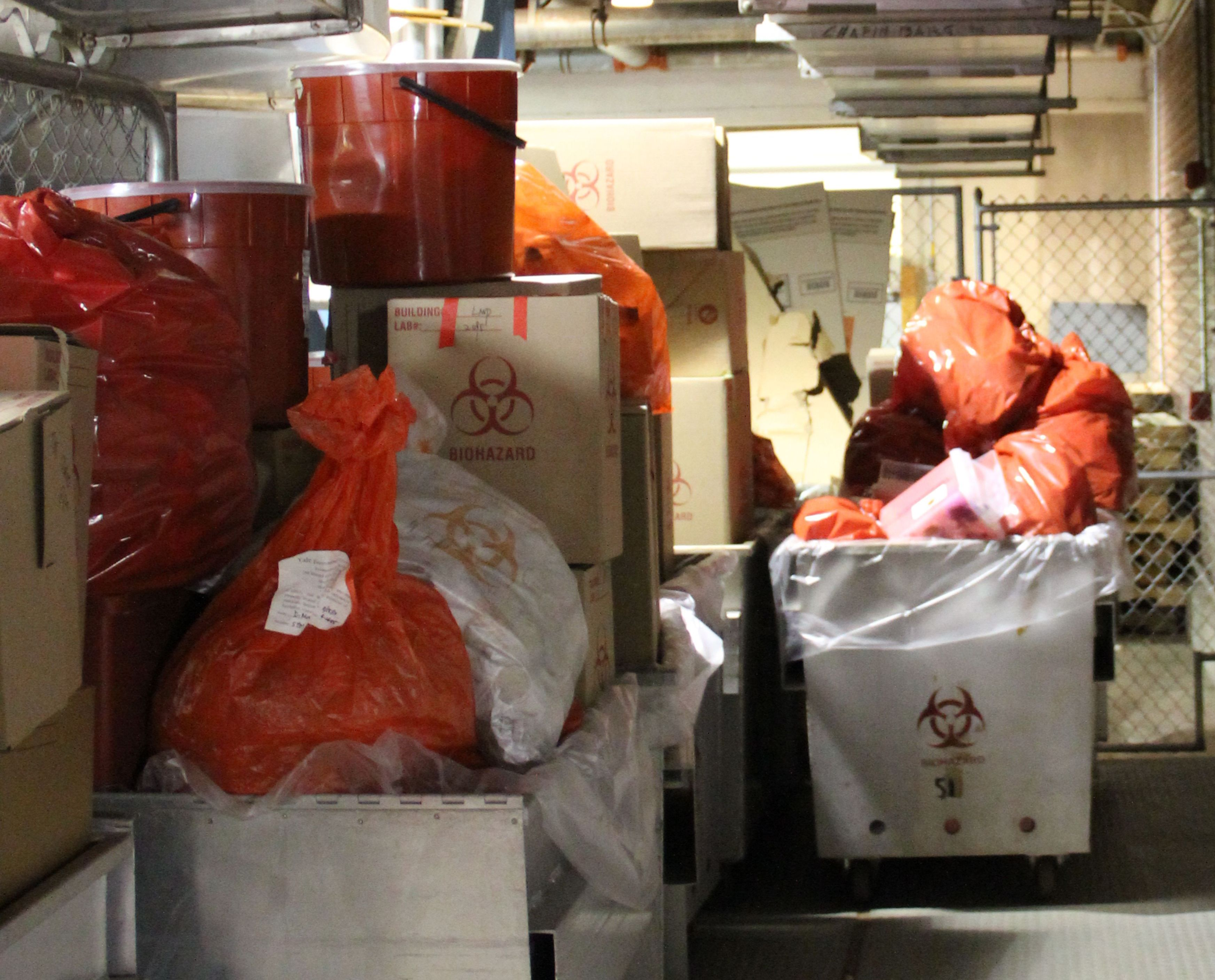
Acúmulo de resíduos biomédicos em um porão hospitalar

Culturas e estoques de microrganismos; descarte de vacinas de microrganismos vivos ou atenuados; meios de cultura e instrumentais utilizados para transferência, inoculação ou mistura de culturas. Bolsas transfusionais contendo sangue ou hemocomponentes rejeitadas por contaminação ou por má conservação, ou com prazo de validade vencido, e aquelas oriundas de coleta incompleta. Sobras de amostras de laboratório contendo sangue ou líquidos corpóreos, recipientes e materiais resultantes do processo de assistência à saúde, contendo sangue ou líquidos corpóreos na forma livre.
Conduta:
- acondicionar para tratamento em sacos brancos leitosos revestidos por sacos vermelhos;
- tratamento – processo que garanta Nível III de Inativação Microbiana e desestruturação das características físicas;
- acondicionamento para descarte: sacos brancos leitosos.

#### Grupo A2
Carcaças, peças anatômicas, vísceras e outros resíduos provenientes de animais submetidos a processos de experimentação com inoculação de micro-organismos, bem como suas forrações, e os cadáveres de animais suspeitos de serem portadores de micro-organismos de relevância epidemiológica e com risco de disseminação, que foram submetidos ou não a estudo anatomopatológico ou confirmação diagnóstica.

#### Grupo A3
Resíduos que necessitam de tratamento específico.
Peças anatômicas (membros) do ser humano; produto de fecundação sem sinais vitais, com peso menor que 500 gramas ou estatura menor que 25 centímetros ou idade gestacional menor que 20 semanas, que não tenham valor científico ou legal e não tenha havido requisição pelo paciente ou familiares.
Conduta:
- acondicionar em sacos brancos leitosos revestidos por sacos vermelhos identificados com o símbolo de risco biológico e a inscrição “Peça Anatômica / Produto de Fecundação” e encaminhar ao necrotério;
- comunicar o SCIH ou Serviço Social (cada unidade de saúde define) para preenchimento do formulário de autorização para encaminhamento ao Cemitério Municipal.

#### Grupo A4
resíduos que não necessitam de tratamento.
Kits de linhas arteriais, endovenosas e dialisadores, quando descartados. Filtros de ar e gases aspirados de área contaminada; membrana filtrante de equipamento médico-hospitalar e de pesquisa, entre outros similares.
Sobras de amostras de laboratório e seus recipientes contendo fezes, urina e secreções. Resíduos de tecido adiposo proveniente de lipoaspiração, lipoescultura ou outro procedimento de cirurgia plástica que gere este tipo de resíduo. Recipientes e materiais resultantes do processo de assistência à saúde, que não contenha sangue ou líquidos corpóreos na forma livre. Peças anatômicas (órgãos e tecidos) e outros resíduos provenientes de procedimentos cirúrgicos ou de estudos anatomopatológicos ou de confirmação diagnóstica. Bolsas transfusionais vazias ou com volume residual pós-transfusão.
Conduta:
- acondicionamento para descarte sem necessidade de tratamento: lixeiras brancas identificadas com o símbolo de risco biológico revestidas com sacos brancos leitosos.

Grupo A5
Pertence a esse subgrupo:
secreções, excreções e demais líquidos orgânicos procedentes de pacientes, e os resíduos contaminados por estes materiais, inclusive restos de refeições.
- acondicionamento para descarte deve-se revestido com saco plástico branco leitoso e corretamente identificado, o saco deverá ser substituído após 24 horas ou se preencher 2/3 de sua capacidade total

### Grupo B
Resíduos Químicos. Nestes resíduos estão presentes substâncias químicas que, possivelmente, conferem risco à saúde pública ou ao meio ambiente.

#### Grupo B1
Citostático e antineoplástico: quimioterápico e produtos por eles contaminado.

#### Grupo B2
Resíduos químicos perigosos: resíduo tóxico, inflamável,reativo, mutagênicos, corrosivos, explosivos, genotóxico e líquidos reveladores radiográficos.

#### Grupo B3
Resíduo e produto farmacêutico: medicamentos vencidos interditados e/ou contaminados.

### Grupo C
Quaisquer materiais resultantes de atividades humanas que contenham radionuclídeos e para os quais a reutilização é imprópria ou não prevista. São enquadrados neste grupo, todos os resíduos dos grupos A, B e D contaminados com radionuclídeos, provenientes de laboratório de análises clínicas, serviços de medicina nuclear e radioterapia.
Estes resíduos quando gerados, devem ser identificados com o símbolo internacional de substância radioativa, separados de acordo com a natureza física do material, do elemento radioativo presente e o tempo de decaimento necessário para atingir o limite de eliminação, de acordo com a NE 605 da Comissão Nacional de Energia Nuclear (CNEN).
Devido as suas características de periculosidade, é aconselhável que os resíduos sejam manejados por pessoal capacitado.
Onde são descartados esses materiais

### Grupo D
Resíduos que não apresentam risco biológico, químico ou radiológico à saúde ou ao meio ambiente. Suas características são similares às dos resíduos domiciliares.
Papel de uso sanitário e fralda, absorventes higiênicos. Peças descartáveis de vestuário. Resto alimentar de pacientes. Material utilizado em antissepsia e hemostasia de venóclises – punção. Equipo de soro e outros similares não classificados como A1 ou A4. Resíduos de gesso provenientes de assistência à saúde. Sobras de alimentos e do preparo de alimentos. Resto alimentar de refeitório. Resíduos provenientes das áreas administrativas. Resíduos de varrição, flores, podas de jardins.
Os resíduos do grupo D não recicláveis e/ou orgânicos devem ser acondicionados nas lixeiras cinzas devidamente identificadas, revestidas com sacos de lixo preto ou cinza.
Os resíduos recicláveis devem ser acondicionados nas lixeiras coloridas, identificadas.

### Grupo E
Materiais perfurocortantes ou escarificantes: objetos e instrumentos contendo cantos, bordas, pontas ou protuberâncias rígidas e agudas, capazes de cortar ou perfurar.
Lâminas de barbear, agulhas, escalpes, brocas, limas endodônticas, pontas diamantadas, lâminas de bisturi, tubos capilares, lancetas, ampolas de vidro, micropipetas, lâminas e lamínulas, espátulas. Todos os utensílios de vidro quebrados no laboratório (pipetas, tubos, de coleta sanguínea e placas de Petri) e outros similares.
Devem ser descartados separadamente em recipientes rígidos, resistentes à punctura, ruptura e vazamento, com tampa, devidamente identificados, sendo expressamente proibido o esvaziamento desses recipientes para o seu reaproveitamento.
Os perfurocortantes, uma vez colocados em seus recipientes, não devem ser removidos por razão alguma.
É importante observar o limite máximo permitido para o preenchimento de cada recipiente, para evitar acidentes.
“As agulhas descartáveis devem ser desprezadas juntamente com as seringas, quando descartáveis, sendo proibido reencapá-las ou proceder a sua retirada manualmente” (ANVISA,2004).

## Especiais
Radioativos compostos por materiais diversos, expostos à radiação; resíduos farmacêuticos, como medicamentos vencidos e contaminados.; e resíduos químicos perigosos (tóxicos, corrosivos, inflamáveis, mercúrio).

## Recomendações
- Resíduos infectantes não poderão ser dispostos no meio ambiente sem prévio tratamento ou reciclados.
- Restos alimentares não poderão ser encaminhados para alimentação de animais.